# Chytridiomycetes
Die Chytridiomycetes sind eine Klasse von Töpfchenpilzen.

## Merkmale
Die Chytridiomyceten besitzen einen monozentrischen oder auch mycelienähnlichen polyzentrischen Thallus. Die ungeschlechtliche Vermehrung erfolgt durch Zoosporen, die eine einzelne nach hinten gerichtete Geißel besitzen. Die Zoosporen haben ein Kinetosom und eine nichtbegeißelte Zentriole. Die geschlechtliche Vermehrung erfolgt nicht durch Oogamie.

## Ökologie und Lebensweise
Arten der Chytridiomycetes kommen im Boden, Süßwasser und salzigen Meeresarmen von den Tropen bis zu den arktischen Regionen vor. In aquatischen Ökosystemen parasitieren sie vor allem Algen und Plankton. In terrestrischen Ökosystemen leben sie einerseits saprobiontisch von Pollen, Chitin, Keratin oder Zellulose. Manche Arten sind auch obligate Pflanzenparasiten (z. B. Synchytrium endobioticum auf Kartoffeln oder – Zugehörigkeit umstritten – Olpidium spp. auf Kürbisgewächsen).

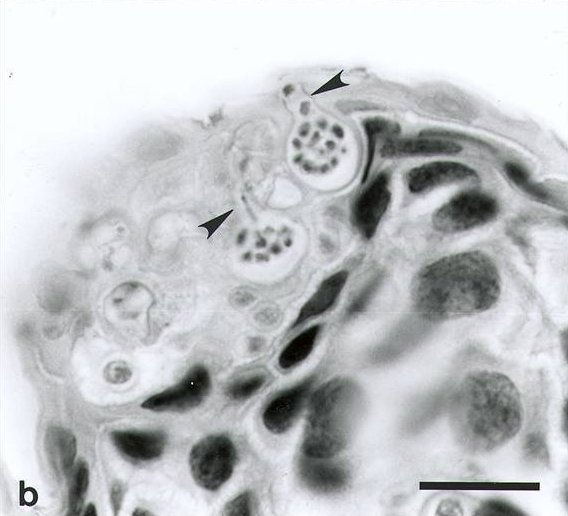
Batrachochytrium dendrobatidis (Pfeile) bei der Kröte Atelopus varius

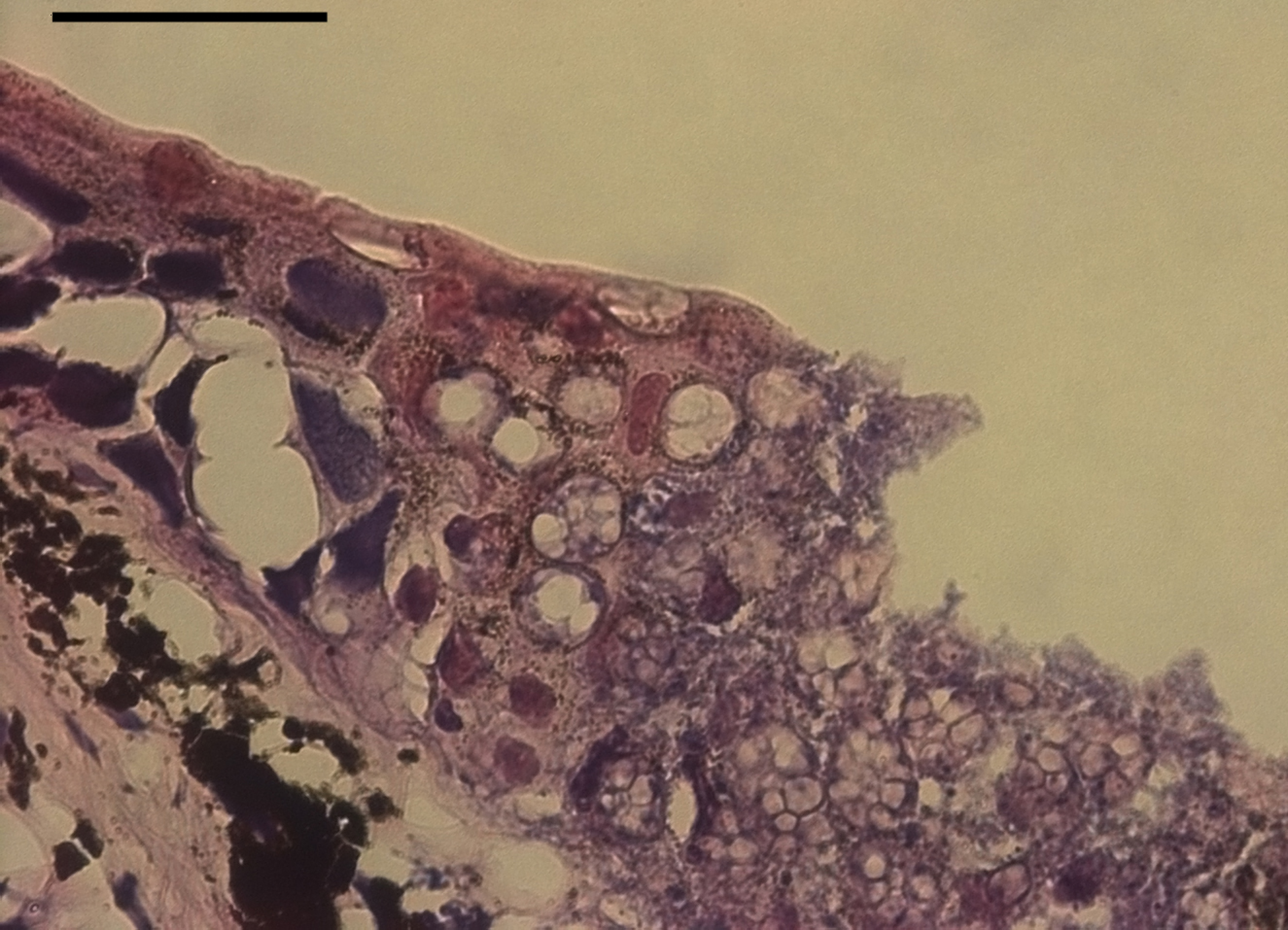
Batrachochytrium salamandrivorans, Hautpräparat eines infizierten Feuersalamanders (Salamandra salamandra)

Arten, die auf Wirbeltieren parasitieren, sind der Chytridpilz Bd (Batrachochytrium dendrobatidis), der Froschlurche befällt, und Bsal (Batrachochytrium salamandrivorans), die artabhängig hochpathogen sind und z. B. beim Feuersalamander zum Zusammenbruch der Population führen können.

## Systematik
Anton de Bary beschrieb die Chytridieae bereits 1884 als rangloses Taxon, Sparrow beschrieb sie 1958 neu, Arx wieder 1967, Thomas Cavalier-Smith beschrieb sie als Chrytridiomycota 1998 als Emendation, doch sehr knapp und ohne diagnostisch für uniflagellate Pilze zu sein. Eine erneute Beschreibung erfolge durch A. B. Doweld 2001. Die Systematik der Chytridiomyceten ist noch sehr wenig erforscht, trotz deutlicher Fortschritte in den letzten Jahren.
Mit Stand August 2023 ist die Systematik der Chytriodiomyceten auf Ebene der Ordnungen wie folgt (Quelle: National Center for Biotechnology Information (NCBI), in zweiter Ordnung Global Biodiversity Information Facility (GBIF)):
Töpfchenpilze (Chytridiomycota)
- Klasse Chytridiomycetes (M.Möbius, 1929) Caval.-Sm., 1998[1]
- Caulochytriales Doweld, 2014
- Chytridiales Cohn, 1879 mit Synchytrium endobioticum
- Cladochytriales S.E.Mozley-Standridge, 2009[7]
- Gromochytriales Karpov & Aleoshin, 2014
- Lobulomycetales D.R.Simmons, 2009[8]
- Mesochytriales Karpov & Aleoshin, 2014[9]
- Polychytriales Longcore & D.R.Simmons, 2012[10]
- Polyphagales Longcore & D.R. Simmons, 2012
- Rhizophlyctidales Letcher, 2008[11]
- Rhizophydiales Letcher, 2008 mit Batrachochytrium dendrobatidis (Bd) und B. salamandrivorans (Bsal)
- Spizellomycetales D.J.S. Barr, 1980[12] mit Spizellomyces punctatus und Rozella allomycis Foust, 1937[13][2]
- Synchytriales Doweld, 2014[14] mit Synchytrium endobioticum
- Zygophlyctidales K. Seto, 2019 in [K.Seto et al. (2019)]
- Zygorhizidiales K. Seto, 2019 in [K.Seto et al. (2019)]

Rozella allomycis

Die Zuordnung der Gattung Rozella ist unklar.
Die bei der GBIF und im World Register of Marine Species (WoRMS) unter den Chytridiomycetes geführte Ordnung Olpidiales Caval.-Sm., 2012 (mit Gattung Olpidium) gehört nach der NCBI-Taxonomie in eine eigene Klasse Olpidiomycetes Doweld, 2013.